# Tuffi ai campionati mondiali di nuoto 2001
Le gare di tuffi ai campionati mondiali di nuoto 2001 si sono svolte a Fukuoka in Giappone. 

## Podi

### Uomini
| Evento                      | Oro                     | Punteggio | Argento                                | Punteggio | Bronzo                                    | Punteggio |
| Tuffi individuali           |                         |           |                                        |           |                                           |           |
| Trampolino 1 m (dettagli)   | Wang Feng               | 444.03    | Wang Tianling                          | 433.14    | Aleksandr Dobroskok                       | 414.21    |
| Trampolino 3 m (dettagli)   | Dmitrij Sautin          | 752.82    | Wang Tianling                          | 717.27    | Ken Terauchi                              | 712.38    |
| Piattaforma 10 m (dettagli) | Tian Liang              | 688.77    | Alexandre Despatie                     | 670.95    | Mathew Helm                               | 670.23    |
| Tuffi sincronizzati         |                         |           |                                        |           |                                           |           |
| Trampolino 3 m (dettagli)   | Cina Peng Bo Wang Kenan | 342.63    | Messico Joel Rodríguez Fernando Platas | 338.49    | Russia Dmitrij Sautin Aleksandr Dobroskok | 335.19    |
| Piattaforma 10 m (dettagli) | Cina Hu Jia Tian Liang  | 361.41    | Messico Eduardo Rueda Fernando Platas  | 336.63    | Ucraina Roman Volod'kov Anton Zacharov    | 336.06    |

### Donne
| Evento                      | Oro                         | Punteggio | Argento                                        | Punteggio | Bronzo                                  | Punteggio |
| Tuffi individuali           |                             |           |                                                |           |                                         |           |
| Trampolino 1 m (dettagli)   | Blythe Hartley              | 300.81    | Wu Minxia                                      | 297.57    | Zhang Jing                              | 294.15    |
| Trampolino 3 m (dettagli)   | Guo Jingjing                | 596.67    | Irina Laško                                    | 552.39    | Julija Pachalina                        | 543.54    |
| Piattaforma 10 m (dettagli) | Xu Mian                     | 532.65    | Duan Qing                                      | 522.54    | Loudy Turky                             | 511.50    |
| Tuffi sincronizzati         |                             |           |                                                |           |                                         |           |
| Trampolino 3 m (dettagli)   | Cina Wu Minxia Guo Jingjing | 347.31    | Russia Julija Pachalina Vera Il'ina            | 320.61    | Germania Ditte Kotzian Conny Schmalfuss | 303.03    |
| Piattaforma 10 m (dettagli) | Cina Duan Qing Sang Xue     | 329.94    | Russia Evegnija Olševskaja Svetlana Timošinina | 306.90    | Giappone Takiri Miyazaki Emi Otsuki     | 297.00    |

## Medagliere
| Pos.   | Paese     | Oro | Argento | Bronzo | Totale |
| ------ | --------- | --- | ------- | ------ | ------ |
| 1      | Cina      | 8   | 4       | 1      | 13     |
| 2      | Russia    | 1   | 2       | 3      | 6      |
| 3      | Canada    | 1   | 1       | 0      | 3      |
| 4      | Messico   | 0   | 2       | 0      | 2      |
| 5      | Australia | 0   | 1       | 2      | 3      |
| 6      | Giappone  | 0   | 0       | 2      | 2      |
| 7      | Germania  | 0   | 0       | 1      | 1      |
| 7      | Ucraina   | 0   | 0       | 1      | 1      |
| Totale | Totale    | 10  | 10      | 10     | 30     |